# 巴拉诺夫卡村委员会
巴拉诺夫卡村委员会（俄语：Барановский сельсовет）是俄罗斯联邦阿斯特拉罕州纳里马诺夫区所属的一个村委员会。其下辖有2个居民点，行政中心为巴拉诺夫卡。据2015年统计，该村委员会的人口为1031人。